# ミナルディ・M194
ミナルディ・M194（Minardi M194）は、ミナルディが1994年のF1世界選手権参戦用に開発したフォーミュラ1カー。デザイナーはアルド・コスタとグスタフ・ブルナー。

## 概要
スクーデリア・イタリアとの合併により、新生ミナルディはイタリアの工業グループ・ルッキーニからの資金が入り、オーナーのジャンカルロ・ミナルディはこれまでで最も潤沢な予算を得てチーム体制を強化。ドライバーはピエルルイジ・マルティニ（ミナルディ）とミケーレ・アルボレート（スクーデリア・イタリア）という両チームのエース同士の組み合わせとなり、テストドライバーはルカ・バドエルであった。
デザイナーのグスタフ・ブルナーは開幕前の早い段階でフェラーリへ移籍したため、アルド・コスタによって仕上げられたM194は、前年用M193をベースにした発展型で、通常のサスペンションと並行して独自の油圧（ハイドロリック）サスペンションの開発にも力を入れた。エンジンはフォード・コスワース・HBエンジンのシリーズVIIを搭載した。

## 1994シーズン
開幕から5戦はM194の完成が間に合わず、M193Bを使用し、第6戦カナダGPからM194が投入され、最終戦までの11戦に出走した。マルティニはM193Bで出た第5戦スペインGPで5位に入り2ポイントを獲得していたが、M194が投入されて2戦目の第7戦フランスGPでも5位入賞を飾り、このフランスでの5位直後にはジャンカルロ・ミナルディが「自分のチームでの過去最高のレースだった」とマルティニを称賛するほどの好レースでチームを活気づけた。
第9戦ドイツGPからは横置きギアボックスが実戦投入され、そのあとでマニエッティ・マレリの協力により完成したセミオートマチックトランスミッションが追って投入された。M194の完成の遅れとこれらのギアボックスの相次ぐ変更は、前年オフの危機的な資金不足が影響したものだった。その新しいセミオートマも使い始めると初期トラブルの発生が多かった。
M194がチームを苦しめた大きなトラブルとして、シーズン中盤に連続したフォードHB・シリーズVIIエンジンのトラブル続発も重大であった。シリーズVIIとは前年にフォードのワークス待遇であるベネトンが優先使用したものだったが、アルボレート用のM194ではスペイン、フランス、イギリスと3戦連続でエンジントラブルに見舞われた。高回転型のニューマチックバルブ仕様だったが、フォードの市販カスタマーエンジンの限界を示す結果でもあった。同様の現象は同じくHBエンジンのカスタマー仕様ユーザーだったラルースにも発生していた。
意欲的に導入したハイドローリック式サスペンションにはライドハイト（車高制御）機構も付いていたが、途中からオーソドックスなスプリングとダンパー式に戻された。チームは1994年シーズンに5ポイントを獲得したが、そのうちの3ポイントはM193Bによる物であった。ポイント獲得は前半戦のみで、後半戦はステップドボトムなどのレギュレーション変更への対応に追われた。このようにシーズン後半になるにつれ戦闘力が下降していった要因は、大規模なチームと違い人手が少なく、充分なテストを行うような専門のテストチームや人員、そして資金面でもそこまでの余裕はないためであった。ミナルディのような規模のチームにはFIAがこの年シーズン中に決めた急な車両規則変更は大きな負担となった。

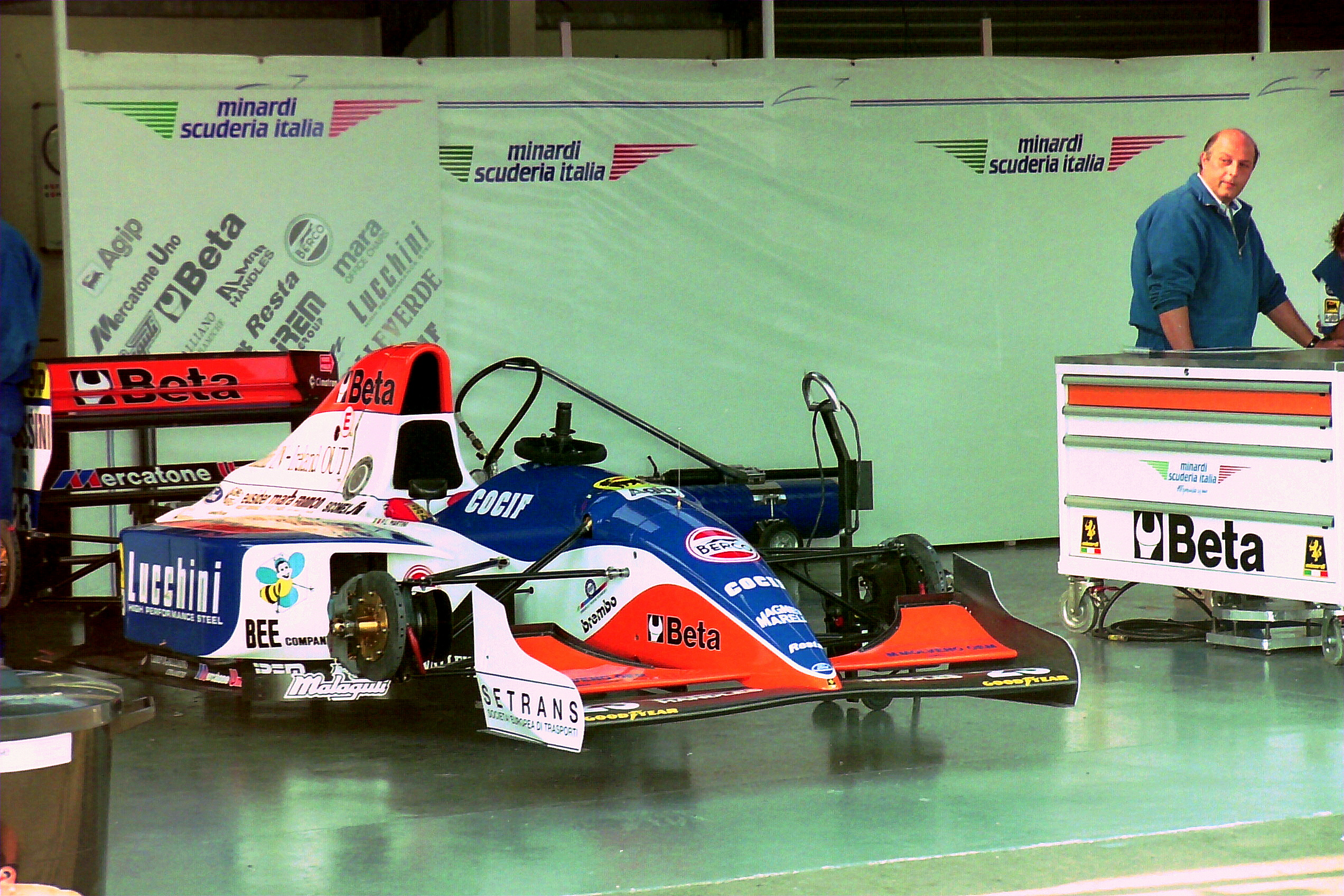
ピットで整備中のM194（1994年イギリスGP）

## F1における全成績
(key) （太字はポールポジション）
| 年     | チーム     | エンジン        | タイヤ | ドライバー               | 1   | 2   | 3   | 4   | 5   | 6   | 7   | 8   | 9   | 10  | 11  | 12  | 13  | 14  | 15  | 16  | ポイント | 順位 |
| ------ | ---------- | --------------- | ------ | ------------------------ | --- | --- | --- | --- | --- | --- | --- | --- | --- | --- | --- | --- | --- | --- | --- | --- | -------- | ---- |
| 1994年 | ミナルディ | フォード HBD V8 | G      |                          | BRA | PAC | SMR | MON | ESP | CAN | FRA | GBR | GER | HUN | BEL | ITA | POR | EUR | JPN | AUS | 5*       | 10位 |
| 1994年 | ミナルディ | フォード HBD V8 | G      | ピエルルイジ・マルティニ |     |     |     |     |     | 9   | 5   | 10  | Ret | Ret | 8   | Ret | 12  | 15  | Ret | 9   | 5*       | 10位 |
| 1994年 | ミナルディ | フォード HBD V8 | G      | ミケーレ・アルボレート   |     |     |     |     |     | 11  | Ret | Ret | Ret | 7   | 9   | Ret | 13  | 14  | Ret | Ret | 5*       | 10位 |

* 3ポイントはM193Bでの記録。

## 参照
1. ↑  Minardi M194 StatsF1.com
2. 1 2 3 4  Minardi M194 チーム合併も活動継続以上の効果はなかったか　完全保存版・AS+F 1994F1総集編 84-85頁 三栄書房 1994年12月14日発行
3. ↑  アルボレートと同じくラルースのエリック・コマスとオリビエ・ベレッタのHBエンジンも連続エンジントラブルでレースを失った。